# فندق‌شکن‌ها (فیلم)
فندق‌شکن‌ها (به انگلیسی: Nutcrackers) یک فیلم کمدی-درام آمریکایی محصول سال ۲۰۲۴ به کارگردانی دیوید گوردون گرین، نویسندگی لیلاند داگلاس با بازی بن استیلر است که تهیه کنندگی را نیز بر عهده دارد.
این فیلم به عنوان فیلم افتتاحیه جشنواره بین‌المللی فیلم تورنتو در سال ۲۰۲۴ نمایش داده شد.

## داستان
مایک (استیلر) که معتاد به کار است، باید به روستایی اوهایو سفر کند تا از برادرزاده‌هایش که اخیراً یتیم شده‌اند، مراقبت کند.

## تولید
فیلمبرداری اصلی در ویلمینگتون، اوهایو در اواخر سال ۲۰۲۳ آغاز شد و در ژانویه ۲۰۲۴ در سینسیناتی، اوهایو به پایان رسید.